# FOXA2
FOXA2‏ (Forkhead box A2) هوَ بروتين يُشَفر بواسطة جين FOXA2 في الإنسان.